# Rezaci, Veliko Tărnovo
Rezaci (în bulgară Резач) este un sat în comuna Zlatarița, regiunea Veliko Tărnovo,  Bulgaria. 

## Demografie
Componența etnică a satului Rezaci
     Turci (11,45%)
     Bulgari (32,29%)
     Nicio identificare (56,25%)
     Altele (0%)
La recensământul din 2011, populația satului Rezaci era de 96 locuitori. Nu există o etnie majoritară, locuitorii fiind bulgari (32,29%) și turci (11,45%). Pentru 56,25% din locuitori nu este cunoscută apartenența etnică.